# Északír U21-es labdarúgó-válogatott
Az Északír U21-es labdarúgó-válogatott Észak-Írország 21 éven aluli labdarúgó-válogatottja, melyet az északír labdarúgó-szövetség irányít.

## U21-es labdarúgó-Európa-bajnokság
- 1978: nem indult
- 1980: nem indult
- 1982: nem indult
- 1984: nem indult
- 1986: nem indult
- 1988: nem indult
- 1990: nem indult
- 1992: nem indult
- 1994: nem indult
- 1996: nem indult
- 1998: nem indult
- 2000: nem jutott ki
- 2002: nem jutott ki
- 2004: nem jutott ki
- 2006: nem indult
- 2007: nem jutott ki
- 2009: nem jutott ki
- 2011: nem jutott ki
- 2013: nem jutott ki
- 2015: nem jutott ki

## Olimpiai szereplés
- 1992: nem jutott ki
- 1996: nem jutott ki
- 2000: nem jutott ki
- 2004: nem jutott ki
- 2008: nem jutott ki
- 2012: nem jutott ki